# Mosquée Hadji-Heybat

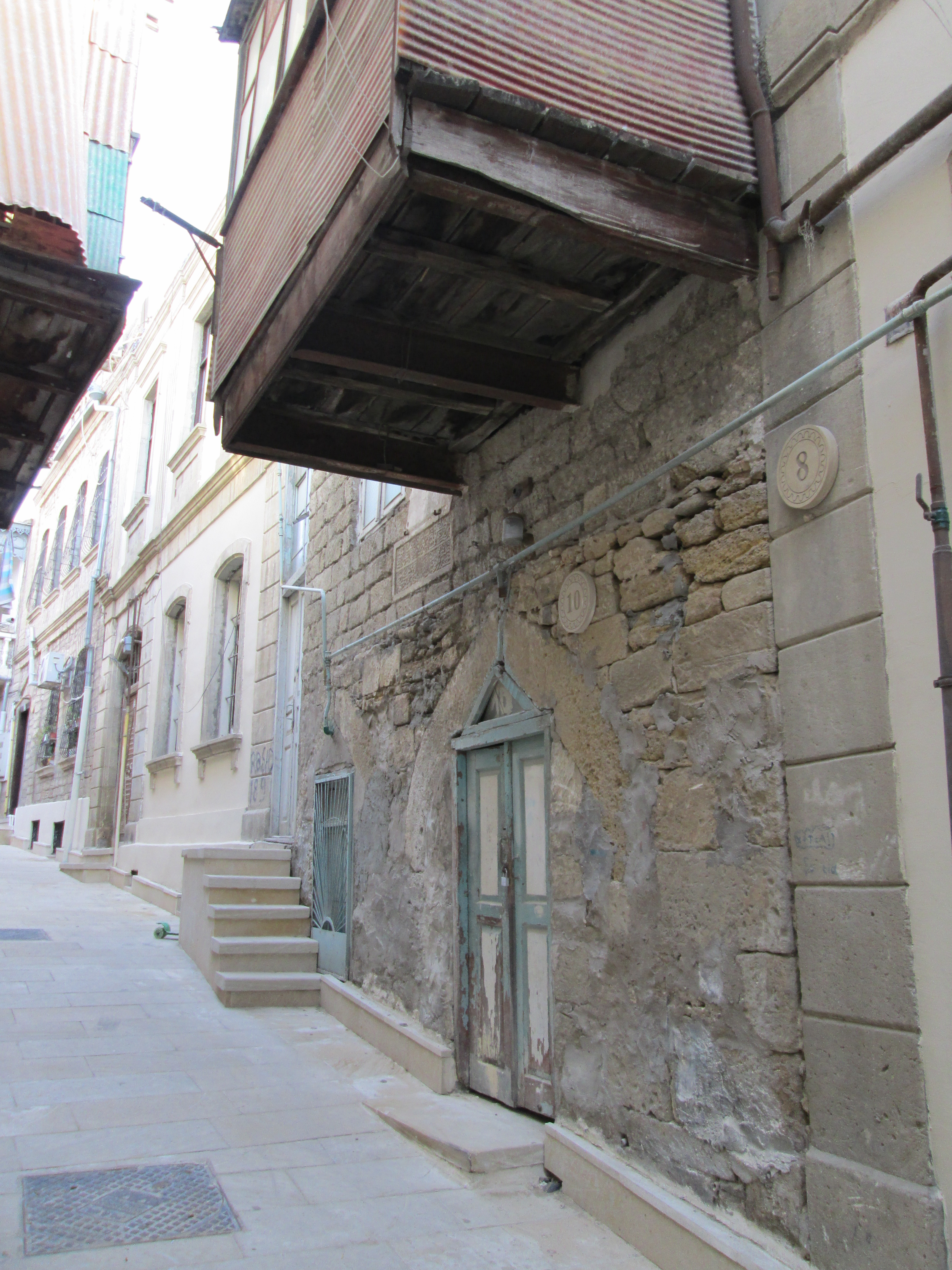

La mosquée Hadji Heybat (en azerbaïdjanais: Hacı Heybət məscidi) est une mosquée historique du XVIIIe siècle. Il fait partie de la vieille ville et est situé dans la rue Kitchik Gala, dans la ville de Bakou, en Azerbaïdjan.

## Histoire
La mosquée a été construite en 1791 (calendrier 1206 du calendrier hijri). Il a été construit par l'architecte Hаdji Hеybat Amir Ali Oghlu.

## Caractéristiques architecturales
La mosquée est petite et se trouve dans une rangée de quartiers. En plan, la mosquée se présente sous la forme d'un quadrilatère. Il se compose d'un vestibule de forme carrée, d'une salle de service et d'une salle de culte avec niches.
La structure architecturale et constructive de la mosquée est de style local. La mosquée comprend également des dômes de pierre et des arcs en ogive. Une entrée simplement exprimée avec des couronnes et des inscriptions épigraphiques sur des thèmes du Coran et des informations sur l'architecte du monument indiquent la valeur de la mosquée. À l'intérieur de la salle de culte, dans l'un des coins, se trouve une tombe de l'architecte et de sa femme.

## Galerie

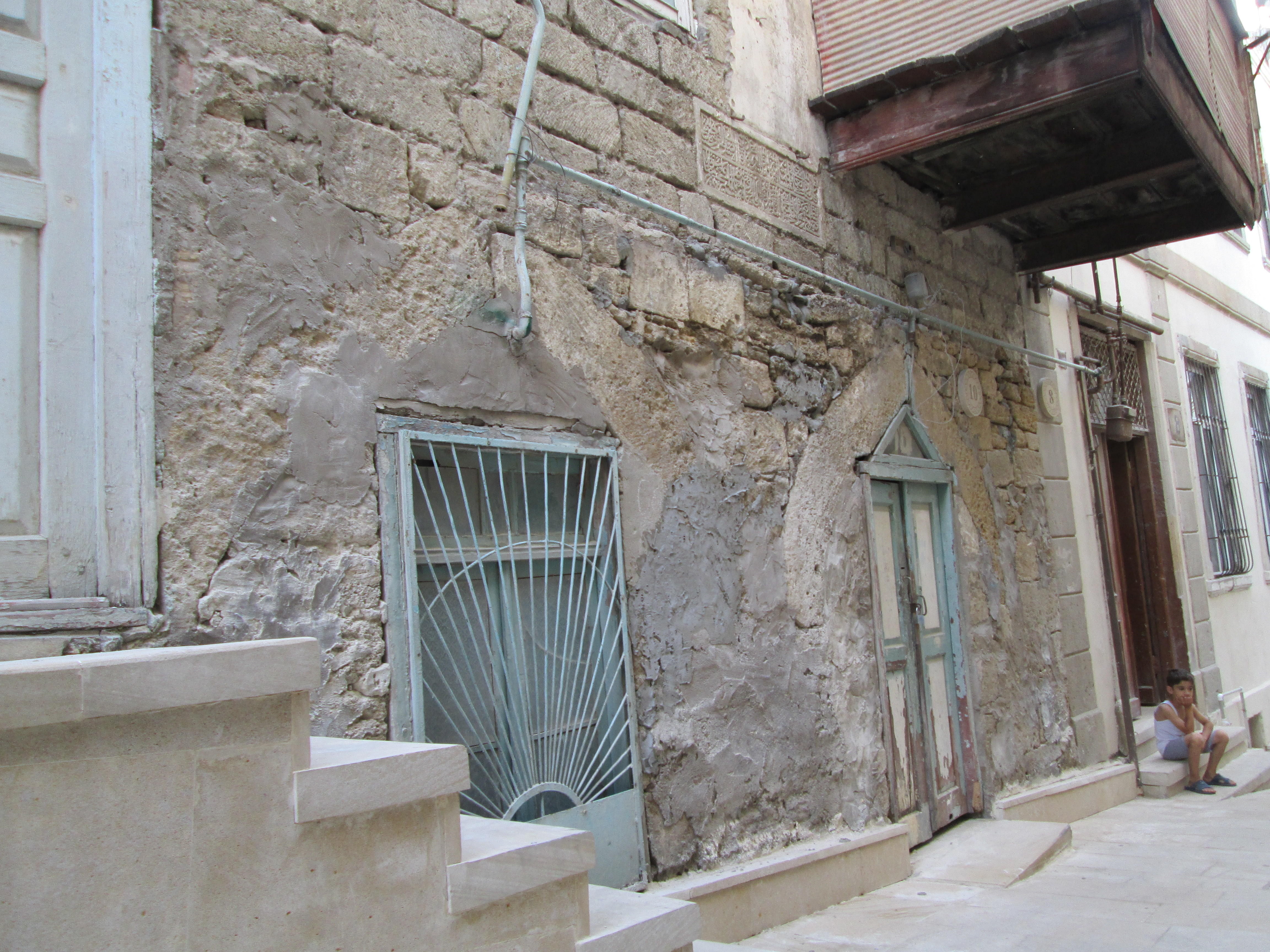
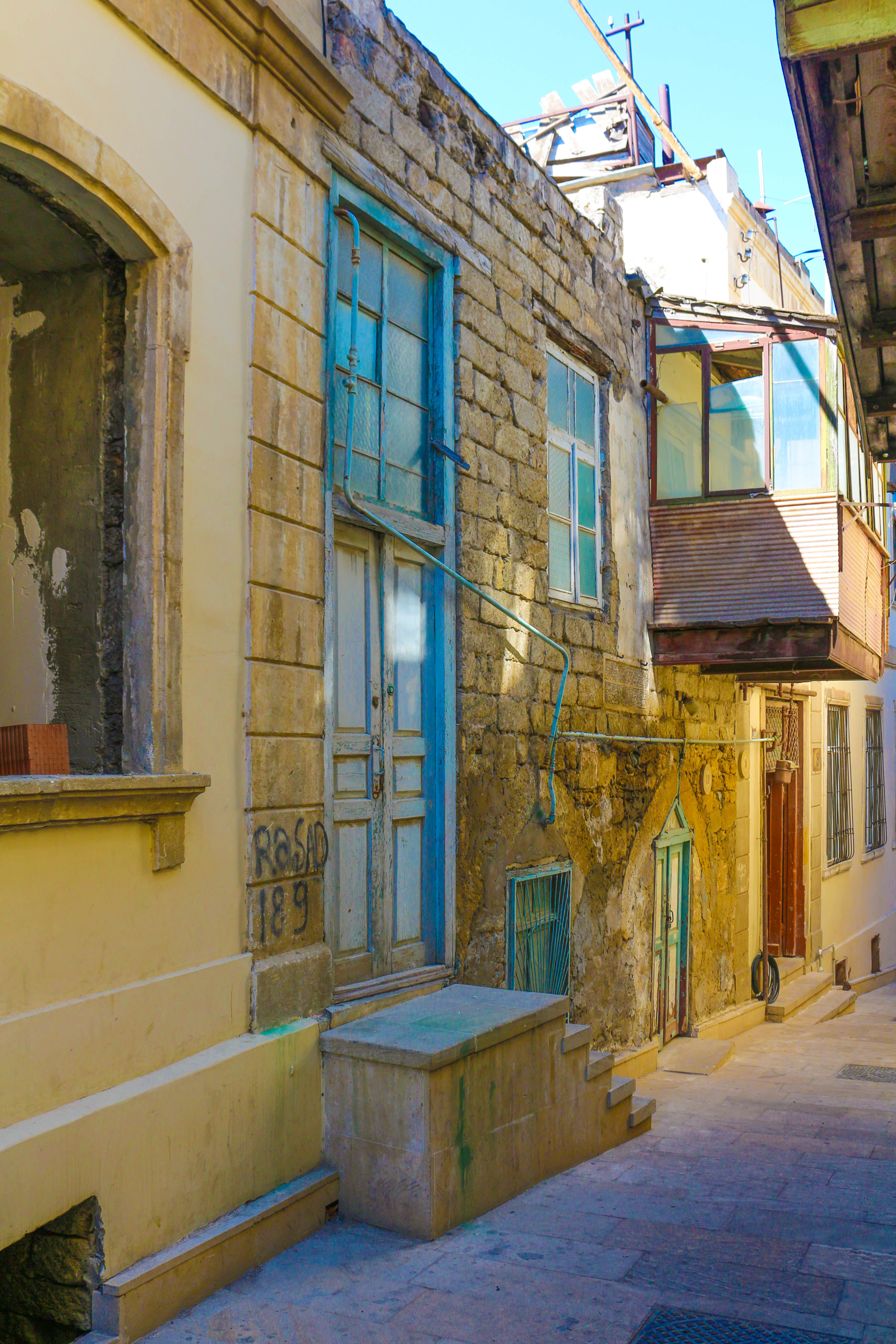
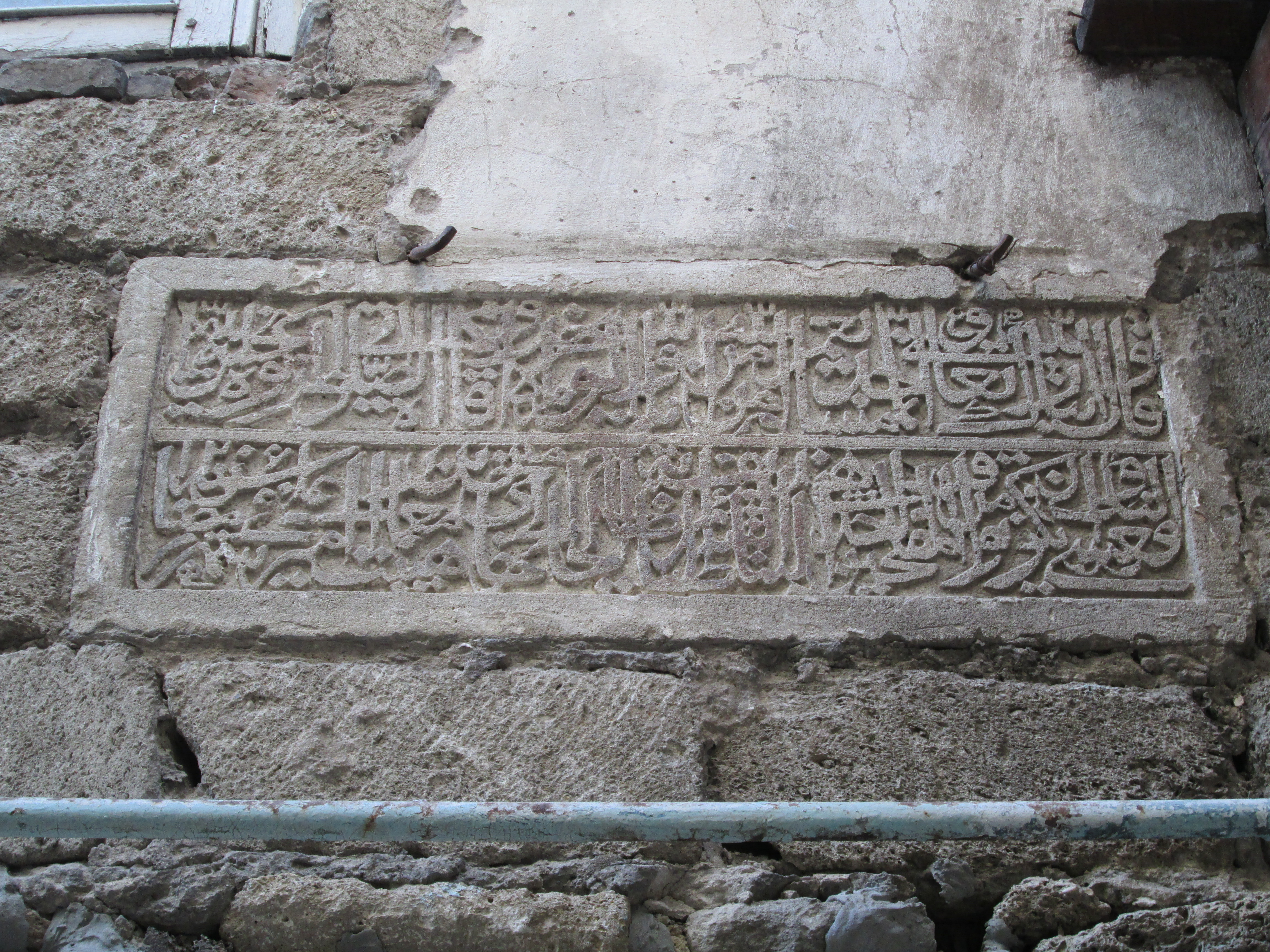
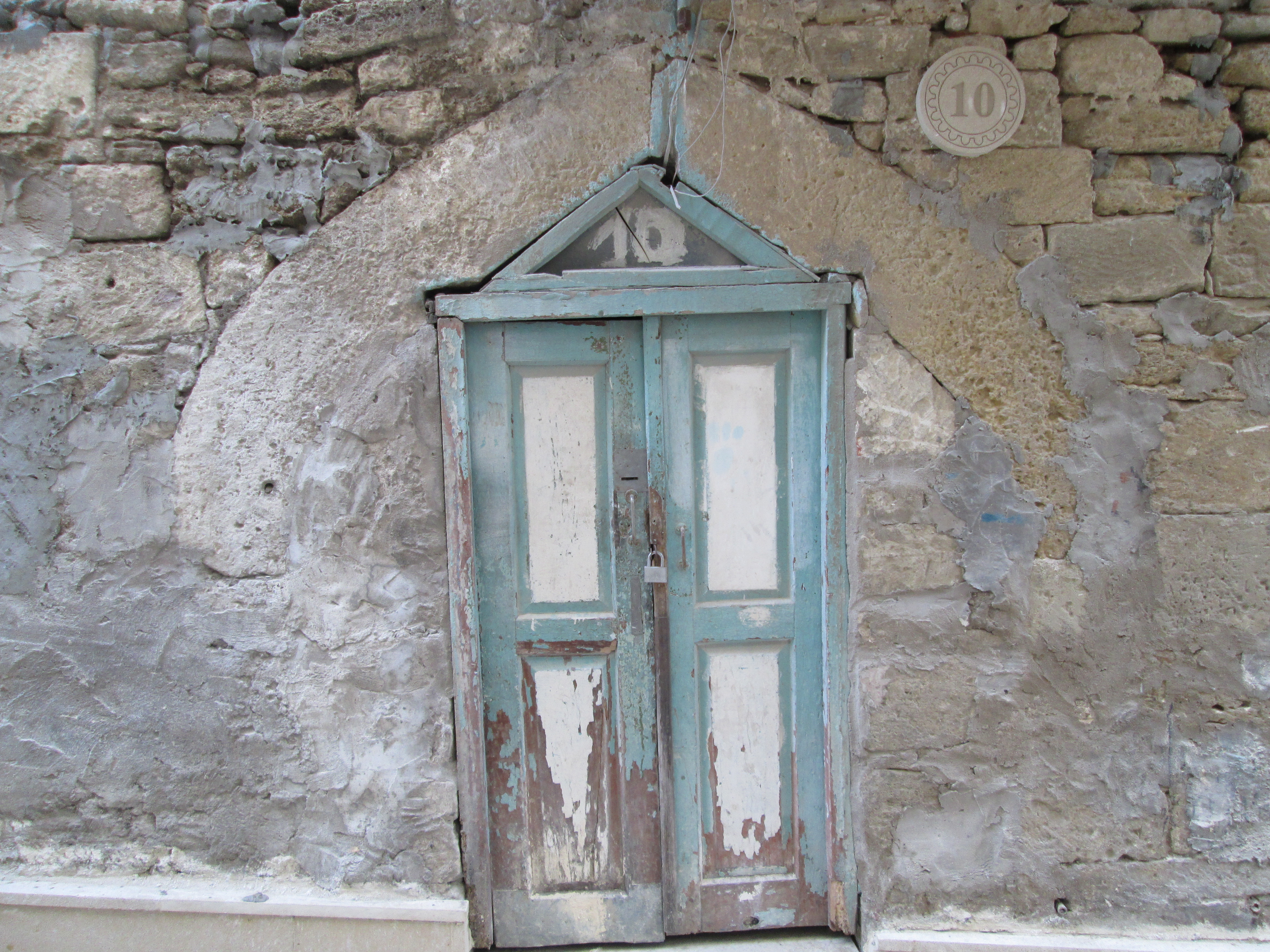